# Eva Nyström (fotbollsspelare)
Eva Nyström, född den 29 november 1999, är en finländsk fotbollsspelare.

## Biografi
Eva Nyström inledde sin seniorkarriär i det finländska laget Viikingit. Hon har även spelat för AIK, Umeå IK och Hammarby innan hon värvades av West Ham. Hon har även representerat det finländska damlandslaget där hon debuterade 2022.